# 圣欧费米娅-德尔巴科
圣欧费米娅-德尔巴科（西班牙語：Santa Eufemia del Barco）是西班牙卡斯蒂利亚-莱昂萨莫拉省的一个市镇。 总面积52平方公里，总人口291人（2001年），人口密度6人/平方公里。